# Código de Derecho Canónico

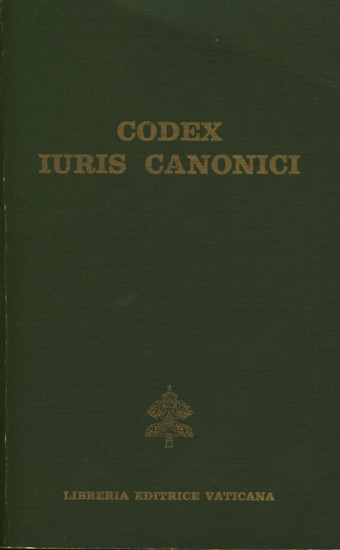
Portada de la versión actual del Código, promulgada en 1983

El Código de Derecho Canónico (en latín: Codex Iuris Canonici, representado como "CIC" en las citas bibliográficas) es el conjunto ordenado de las normas jurídicas que regulan la organización de la Iglesia latina, la jerarquía de gobierno, los derechos y obligaciones de los fieles, los sacramentos y las sanciones que se establecen por la contravención de esas normas.
El Código de Derecho Canónico vigente es el de 25 de enero de 1983, promulgado por Juan Pablo II y que entró en vigor el 27 de noviembre.

## El Código de 1917

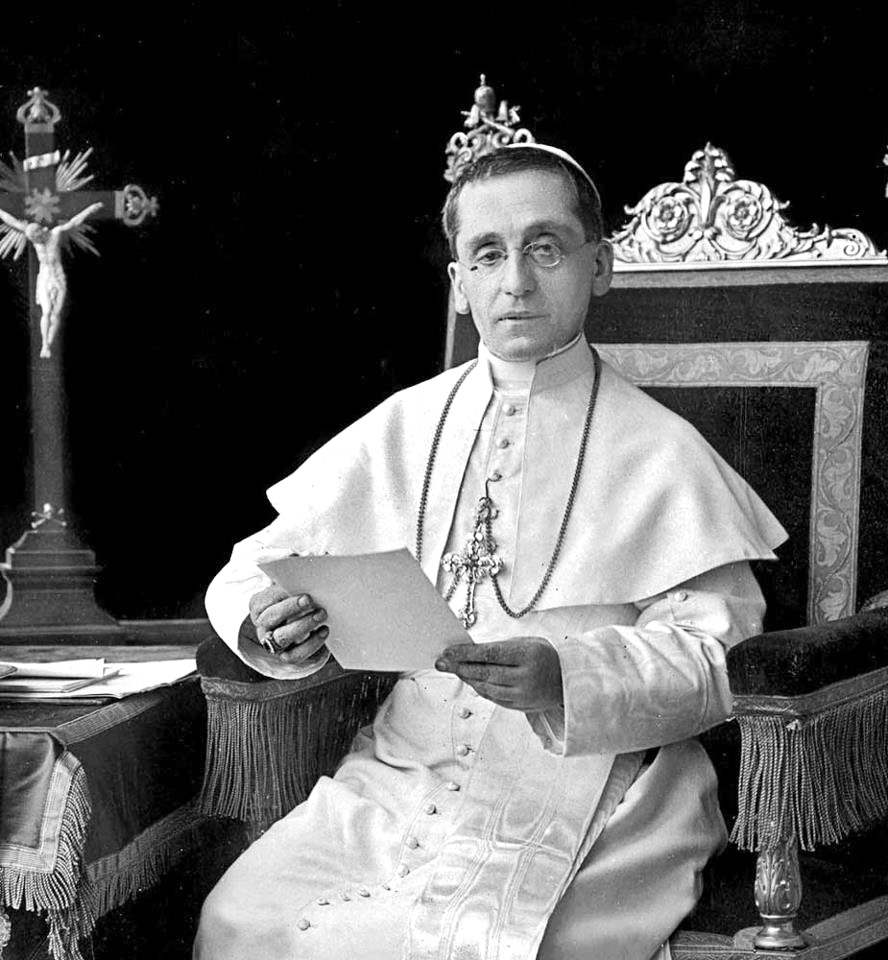
Benedicto XV promulgó el primer Código de Derecho Canónico

Hasta 1917, la Iglesia católica estaba regida por un conjunto disperso y sin codificar de normas jurídicas, tanto espirituales como temporales, conocido como Corpus Iuris Canonici. El Concilio Vaticano I hizo referencia a la necesidad de realizar una compilación en la que se agrupasen y ordenasen dichas normas, se eliminaran las que no estaban ya en vigor, y se codificaran, aportándoles orden y claridad.
Las ligeras compilaciones efectuadas por Pío IX y León XIII habían resultado insuficientes. Hubo que esperar hasta que Pío X creó en 1904 una Comisión para la redacción del Código de Derecho Canónico. Tras doce años de trabajos, sería Benedicto XV quien promulgase el Código el 27 de mayo de 1917, que entraría en vigor el 19 de mayo de 1918. El Código de Derecho Canónico de 1917 es conocido, por sus dos principales impulsores, como Código pío-benedictino.
El nuevo código pasó a formar un cuerpo único y auténtico para toda la Iglesia católica de rito latino, con una gran diferencia al anterior, creándose una comisión de interpretación en el mismo año de su promulgación, siendo la única competente para resolver las dudas que pudieran surgir y cuyos dictámenes tenían el valor de una interpretación auténtica sobre cualquiera de los cánones del código.
A la vez, se continuó con el trabajo de codificación, con el objetivo de completar el ordenamiento jurídico con un código de derecho canónico para las Iglesias sui iuris o autónomas, de rito oriental. Estas Iglesias se encuentran en comunión con el romano pontífice, y tienen una tradición disciplinar y jurídica propia desde tiempos inmemoriales.

## El Código de 1983

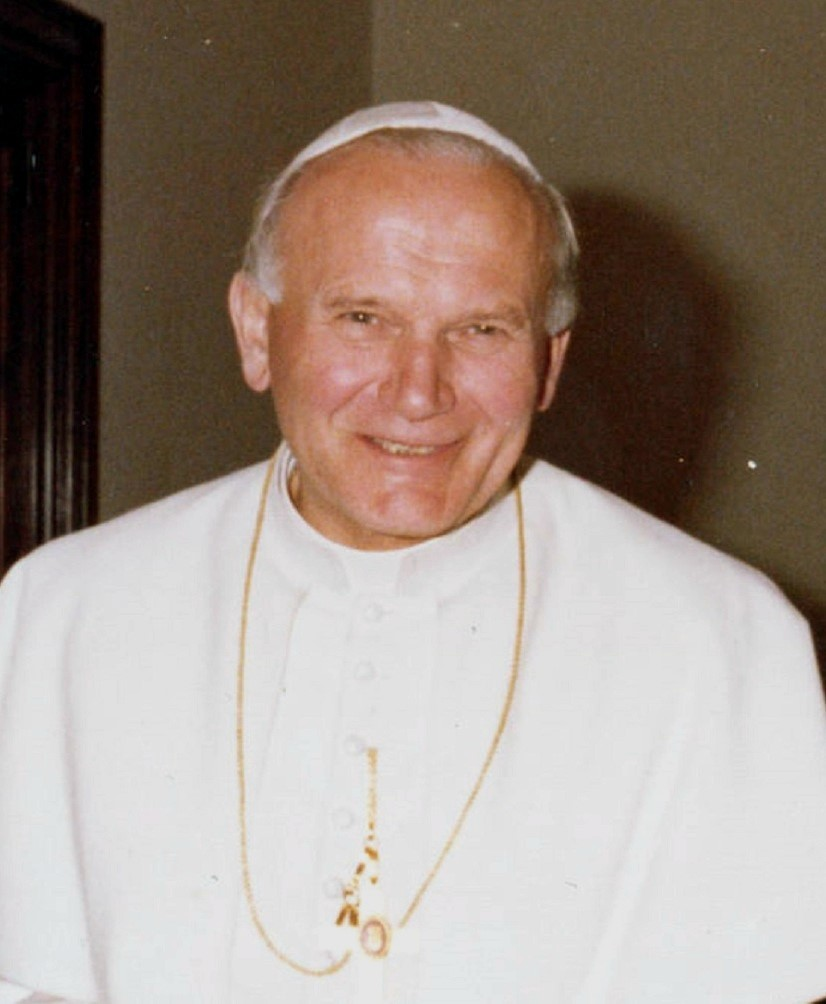
Juan Pablo II promulgó el código vigente

Al mismo tiempo que el papa Juan XXIII convoca el Concilio Vaticano II, anuncia la reforma del Código, que se retrasaría hasta la finalización del Concilio. Muerto Juan XXIII y acabado el Concilio, Pablo VI nombra la comisión reformadora en 1964.
El código mantuvo su naturaleza distinta para ambas iglesias, la latina y la oriental, tal como estaba el de 1917. Los Decretos conciliares habían modificado una parte sustancial del Código de 1917, y los primeros trabajos se dirigieron a la adaptación y derogación de los cánones afectados. Se hicieron consultas a todos los Obispos del mundo y a otros eclesiásticos, así como a todas las facultades de derecho canónico. Se realizaron dos proyectos en 1977 y 1980 que fueron objeto de estudio por canonistas, obispos, cardenales y superiores religiosos. Con todas las reflexiones se efectuó el borrador de 1982. El 25 de enero de 1983, por medio de la Constitución apostólica Sacrae disciplinae leges el papa Juan Pablo II promulgó el nuevo Código, que entró en vigor el 27 de noviembre del mismo año. Igualmente creó un órgano para su interpretación, la Pontificia Comisión para la interpretación auténtica del Código de Derecho Canónico, con las mismas funciones que tenía la anterior comisión de interpretación. En 1988, mediante la constitución apostólica Pastor Bonus, esta comisión se transformó en el Pontificio Consejo para los Textos Legislativos, con unas competencias más amplias y articuladas , entre las que se incluyen las reformas del mismo.
Paralelamente, con la convocatoria del Concilio Vaticano II se abandonó la codificación oriental y se comenzó una nueva codificación del derecho oriental, que terminó en 1991 con la promulgación del Codex Canonum Ecclesiarum Orientalium, o Código de los cánones de las Iglesias orientales. Este Código viene a completar la codificación en la Iglesia católica, al estar en vigor para las Iglesias sui iuris católicas de rito oriental.
El 23 de mayo de 2021 el papa Francisco promulgó la Constitución apostólica Pascite gregem Dei con la que reformaba el Libro VI del Código de Derecho Canónico.

## Contenido
El Código de Derecho Canónico se ordena en cánones que cumplen funciones similares a los artículos en los textos legislativos civiles y se divide en siete libros:
1. Libro Primero: De las normas generales
2. Libro Segundo: Del Pueblo de Dios
3. Libro Tercero: De la función de enseñar de la Iglesia
4. Libro Cuarto: De la función de santificar la Iglesia
5. Libro Quinto: De los bienes temporales de la Iglesia
6. Libro Sexto: De las sanciones en la Iglesia
7. Libro Séptimo: De los procesos